# 11039 Raynal
11039 Raynal è un asteroide della fascia principale. Scoperto nel 1989, presenta un'orbita caratterizzata da un semiasse maggiore pari a 2,8852497 UA e da un'eccentricità di 0,0662848, inclinata di 1,78535° rispetto all'eclittica.